# Chinese Whispers (Waterhouse)
Chinese Whispers ist eine Komposition für Streichquartett in drei Sätzen von Graham Waterhouse, die 2010 uraufgeführt wurde. Sie kombiniert Elemente der chinesischen Musik mit klassischen westlichen Kompositionstechniken. Der Titel bezieht sich auf das Kinderspiel Chinese whispers, auf Deutsch Stille Post. Das Werk wurde 2011 mit dem Preis BCMS Composition Prize der Birmingham Chamber Music Society ausgezeichnet,

## Musik
Die Komposition hat folgende drei Sätze:
1. Lento – Adagio e maestoso – Moderato
2. Allegro (pizzicato)
3. Vivace

Das Werk benutzt chinesische Elemente, zum Beispiel pentatonische Skalen, aus der Sicht eines europäischen klassischen Komponisten. Der Titel bedeutet wörtlich „Chinesisches Flüstern“ und ist englisch ein Kinderspiel, das auf Deutsch Stille Post heißt. Die Spielregel, nach der eine Phrase von Kind zu Kind geflüstert wird und sich dabei verändert, wird an einigen Stellen des Stückes zum Kompositionsprinzip.
Der Komponist schreibt zu seinem Werk: „Der erste Satz beginnt mit der Imitation einer großen imaginären Tempelglocke, als würden alle Anwesenden zur Aufmerksamkeit gerufen.“ Die Themen des folgenden Moderato benutzen teilweise pentatonische Tonfolgen, die der Komponist von einem Spieler des chinesischen Streichinstruments Jinghu gezeigt bekam. Anders als in der chinesischen Musik wird das thematische Material entwickelt.
Der zweite Satz entspricht einem Scherzo mit Trio in doppeldeutigem Dreier- und Zweier-Takt. Mit Ausnahme von zehn Takten im Zentrum wird es durchweg pizzicato gespielt. Der Komponist versucht in diesem Satz, „das fragile Pizzicato der E-Saite der Geige mit den tiefen resonanten Seiten des Cellos zu kombinieren“.
Der letzte Satz wandelt die Rondo-Form ab, wobei sich das Hauptthema ständig verändert. Eine kurze Kadenz hält den Fluss des Werkes auf und überrascht durch Wechsel in Tempo und Rhythmus.

## Geschichte, Aufführungen und Rezeption
Der Impuls für die Komposition ging von einer europäischen Familie aus, die in Shanghai lebte und deren zwei ältere Kinder mit zwei chinesischen Musikern Streichquartette spielen wollten.
Das Werk wurde erstmals ausprobiert im Eröffnungskonzert 2010 des National Chamber Music Course, eines Ferienkurses für Kammermusik in Preston, Hertfordshire, wo der Komponist als Lehrer tätig ist. Die erste professionelle Aufführung war am 14. November 2011 im Gasteig, in Verbindung mit dem Piccolo-Quintett des Komponisten. In einem Konzert im Kunstforum Gilching, das Kammermusik von Beethoven und Waterhouse vorstellte, wurde es aufgeführt zusammen mit Rhapsodie Macabre für Klavier und Streichquartett, gespielt von der Pianistin Valentina Babor. Eine Rezension der Süddeutschen Zeitung beschrieb das reiche fernöstliche Kolorit.
Das Werk wurde 2011 mit dem Kammermusikpreis BCMS Composition Prize der Birmingham Chamber Music Society (BCMS) ausgezeichnet, im Jahr des 60. Jubiläums der Gesellschaft. Es wurde am 18. Februar 2012 durch das Poggi String Quartet in der Adrian Boult Hall des Birmingham Conservatoire aufgeführt, zusammen mit Werken von Schubert (Forellenquintett), Britten (Lachrymae) und der Uraufführung der Berceuse von John McCabe, einem Auftragswerk der BCMS.